# Associação Esportiva Jacareí Rugby
A Associação Esportiva Jacareí Rugby é uma equipe de rúgbi brasileira, com sede na cidade de Jacareí, no Vale do Paraíba, em São Paulo. Foi iniciada em 2003 por pessoas vinculadas ao São José Rugby, com o propósito de disseminar o esporte no município. As primeiras equipes foram formadas por estudantes do colégio Univap, influenciados pelo crescimento deste esporte em São José dos Campos e que viram neste local a possibilidade de fincar raízes em mais um município no Vale do Paraíba. A equipe foi batizada com o mesmo nome da cidade por ser a primeira agremiação do município a praticar este esporte.
Em 2006, a Associação foi oficialmente fundada no dia 19 de outubro. Porém, seguiu com os trabalhos com categorias de base, diferente de outros clubes que montavam primeiro uma equipe adulta para depois pensar nos atletas mais jovens. Em 2011, conseguiu o reconhecimento com o título de Utilidade Pública concedido pela Câmara Municipal de Jacarei, por seus trabalhos sociais junto a comunidade e pela prática esportiva desenvolvida pelo clube.
Desde o princípio, o clube se destaca pelo seu forte trabalho de base e é reconhecido nacionalmente por ter essa força em suas categorias de base. O trabalho desenvolvido com jovens e crianças já rendeu diversos títulos nessas categorias e revelou vários atletas que hoje se destacam nacionalmente e defendem com frequência as equipes da Seleção Brasileira.
Com o trabalho de base cada vez mais forte, o clube viu a necessidade da criação da categoria adulta no clube no ano de 2013. Desde então, o clube já coleciona 11 títulos com o time principal, sendo o atual tetracampeão brasileiro na modalidade Sevens e bicampeão brasileiro na modalidade XV, com títulos conquistados em 2017 e 2024.

## História

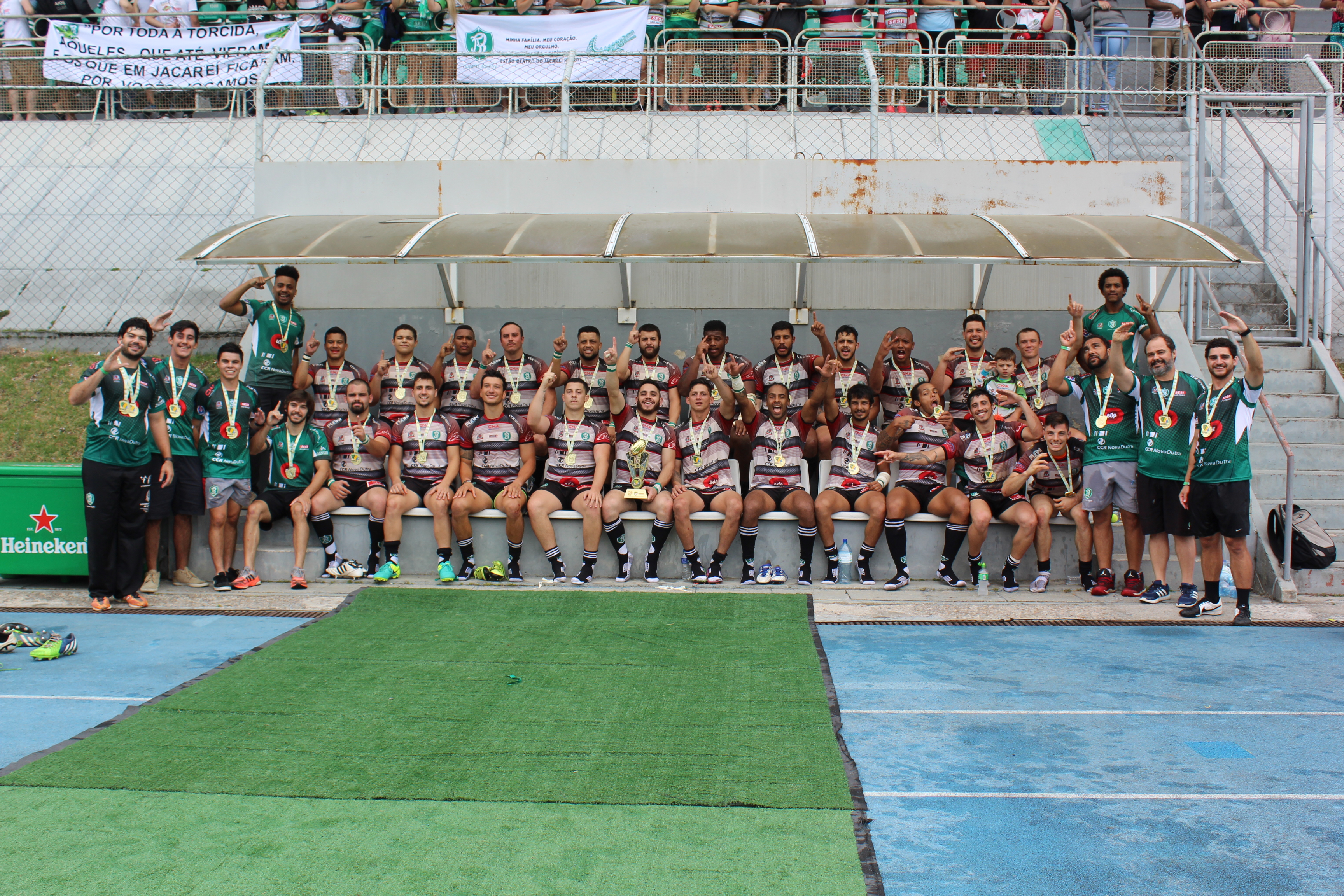
Equipe do Jacareí Rugby, campeã brasileira em 2017

### O Início: 2003 - 2005
O rúgbi nasceu em Jacareí no ano de 2003, quando o São José Rugby entendeu que levar o rúgbi para Jacarei poderia gerar frutos para sua equipe joseense. A ideia era disseminar o rúgbi na região, mas também em descobrir novos talentos para o esporte e rechear seu vitorioso elenco.
No primeiro semestre de 2003, integrantes da equipe joseense foram ao Colégio Univap, e conseguiram juntar um grupo de alunos interessados pela modalidade para iniciar o trabalho com o esporte. Influenciado pelo crescimento na cidade vizinha, São José dos Campos, o rúgbi foi introduzido nos horários vagos de aulas. Aos poucos, os membros do clube de São José dos Campos perceberam o real interesse, potencial e possibilidade de implantar a modalidade em Jacareí.

### Fundação da Associação Esportiva e Forte trabalho de base: 2006 - 2012
Com o passar dos anos, vários atletas demonstraram interesse em continuar no esporte e foi então que surgiu de fato, em 2006, a Associação Esportiva Jacareí Rugby com o intuito de criar condições ideais para os praticantes da modalidade na cidade. A Associação sempre teve como meta principal formar não apenas atletas, mas também cidadãos conscientes de suas responsabilidades e deveres perante a comunidade, colocando em prática os valores sociais presentes no rúgbi. 
Durante o período, o clube fez um forte trabalho de base e procurou não iniciar a categoria adulta, entendendo que em algum momento os atletas da base formariam um forte time adulto. Em paralelo, o clube se arriscou em dois torneios pontuais na categoria adulta. Em um combinado de atletas de Jacarei e São José, o clube formou uma equipe para a disputa da Copa Brasil 2007, o primeiro torneio disputado pelo time adulto do Jacarei. À época, o clube jacareiense sofreu duas derrotas e o time se desfez, continuando apenas com o trabalho realizado na base. Em 2008, o clube novamente montou uma equipe adulta para disputar pontualmente a Copa Brasil 2008. Na ocasião, foram quatro jogos com a primeira vitória da história do Jacarei Rugby acontecendo diante do Tornados, em 4 de outubro de 2008.
Ainda neste período pré-time adulto masculino. O Jacarei Rugby foi reconhecido com o título de Utilidade Pública pela Câmara Municipal de Jacareí em 2011, por seu trabalho sendo desenvolvido com os jovens de Jacarei. 
Além desses torneios, os atletas do clube jacareiense que já tinham idade para atuar no adulto deixaram o Jacarei Rugby durante um período para que pudessem defender outros clubes, enquanto Jacarei seguia apenas com as categorias de base. Isso aconteceu com estrelas da equipe como Matheus Daniel, que no período em que Jacarei não tinha um time adulto defendeu as cores de Desterro, Curitiba e São José. Júlio Faria e Nico Rivero também foram atletas que atuaram por São José Rugby antes do Jacarei Rugby ter de fato um time principal. Eduardo Garcia também atuou por Bandeirantes e Curitiba. Apesar de disputarem os torneios de XV por outros times, esses atletas disputaram os torneios de sevens pelo Jacarei Rugby e chegaram ao vice-Campeonato brasileiro de sevens na temporada 2012-13. Na base, a equipe M16 ficou com o título brasileiro de Sevens.

### Adaptação à categoria adulta, títulos de acesso: 2013 - 2016
Em 2013, Jacarei organizou aquela que é considerada por muitos a primeira equipe adulta do clube. Isso por que o clube disputou pela primeira vez um torneio estadual, no caso, a Copa São Paulo XV, equivalente a segunda divisão do Campeonato Paulista. Logo na primeira participação, Jacarei conquistou o título e o acesso à primeira divisão estadual com 13 vitórias em 14 jogos. 
Atualmente o Jacareí Rugby conta com mais de 300 atletas em nove categorias estruturadas, desde o infantil até o adulto, sendo masculino e feminino. Todas disputam campeonatos oficiais em nível estadual e nacional, colocando assim a Associação, bem como a cidade de Jacareí, como um dos principais polos para o contínuo desenvolvimento do rúgbi no Brasil. Campeão Paulista de Sevens em 2016

### Conquistas na primeira divisão e domínio do rugbi 7s: 2017 - presente

Escudo da equipe entre 2018-2024

O Resultado de todo o trabalho anterior foi coroado com a conquista do Campeonato Brasileiro de Sevens e o Super 8 em 2017, colocando Jacareí no topo do rúgbi pela primeira vez na história. O bicampeonato do Sevens veio em 2019, com título referente ao ano de 2018. O tricampeonato foi conquistado em 2020, com título referente ao ano de 2019. 
O quarto troféu do Sevens foi conquistado em 2022, após vitória sobre o Pasteur por 20 a 5 na decisão do torneio. Ainda em 2022, o clube também foi vice-campeão do Super 12, o Campeonato Brasileiro de Rugby XV. No ano de 2024, a equipe jacareiense conseguiu o bi do Campeonato Brasileiro ao vencer o Super 12 em duelo contra o Farrapos.

## Sedes
A estrutura do Jacarei Rugby para a prática do esporte na cidade é ampla e conta com quatro diferentes pólos espalhados pela cidade de Jacarei: Santa Maria, Igarapés, SESI e Rio Cumprido. Nesses locais são desenvolvidas atividades com diferentes faixas-etárias e objetivos de treinamento. A equipe principal realiza seus treinos no Santa Maria, por exemplo.
A sede administrativa do Jacarei Rugby fica no Parque Itamarati, em Jacarei, próximo ao Wal Mart e a praça do Parque Brasil. Até 2017, a sede administrativa do clube ficava dentro do Colégio Antônio Afonso, próximo ao Museu de Antropologia do Vale do Paraiba.

### Campo do Balneário
Situado em uma antiga fábrica de Jacarei, o Campo do Balneário é onde o Jacarei manda seus jogos desde 2013, quando se transformou na Toca do Jacaré. A ampla área verde está localizada na região oeste de Jacareí, no bairro Balneário Paraiba. O local fica às margens do Rio Paraiba do Sul e é bastante arborizado. 
Durante 10 anos de sua existência, o Jacareí Rugby não teve lugar fixo para mandar suas partidas na cidade. Chegou a receber jogos em vários locais, ADCs de fábricas e até mesmo em São José dos Campos. Com o crescimento do clube e também com a criação efetiva da equipe adulta, o Jacareí viu a necessidade de se fixar em algum local e tê-lo como referência aos atletas e demais equipes.
Com o passar dos anos, o clube pode realizar diversas melhorias no local como cercamento do campo, lojinha, lanchonete e área vip. Além disso, o Jacarei Rugby lançou uma campanha para a construção de arquibancadas no local.

## Títulos

### Adulto Masculino
| NACIONAIS | NACIONAIS                           | NACIONAIS | NACIONAIS               |
|           | Competição                          | Títulos   | Temporadas              |
| --------- | ----------------------------------- | --------- | ----------------------- |
|           | Campeonato Brasileiro de XV         | 2         | 2017, 2024              |
|           | Campeonato Brasileiro 7's           | 4         | 2017, 2018, 2019 e 2022 |
|           | Taça Tupi - Segunda Divisão         | 2         | 2014 e 2016             |
| ESTADUAIS |                                     |           |                         |
|           | Competição                          | Títulos   | Temporadas              |
|           | Campeonato Paulista XV              | 1         | 2025                    |
|           | Campeonato Paulista 7's             | 1         | 2015                    |
|           | Campeonato Paulista - Série B       | 1         | 2013                    |
|           | Campeonato Paulista Desenvolvimento | 1         | 2019                    |
| REGIONAIS |                                     |           |                         |
|           | Competição                          | Títulos   | Temporadas              |
|           | Copa Caipira XV                     | 1         | 2024                    |
|           | Copa Caipira 7's                    | 1         | 2024                    |
|           |                                     |           |                         |

### Adulto Feminino
| ESTADUAIS | ESTADUAIS              | ESTADUAIS | ESTADUAIS  |
|           | Competição             | Títulos   | Temporadas |
|           | Campeonato Paulista XV | 1         | 2025       |
| REGIONAIS | REGIONAIS              | REGIONAIS | REGIONAIS  |
|           | Competição             | Títulos   | Temporadas |
| --------- | ---------------------- | --------- | ---------- |
|           | Copa Caipira XV        | 1         | 2025       |
|           |                        |           |            |

### Categorias de base - Masculino
| NACIONAIS | NACIONAIS                               | NACIONAIS | NACIONAIS        |
|           | Competição                              | Títulos   | Temporadas       |
| --------- | --------------------------------------- | --------- | ---------------- |
|           | Campeonato Brasil Sevens M16            | 1         | 2013             |
|           | Campeonato Brasil Sevens M18            | 1         | 2011             |
| ESTADUAIS |                                         |           |                  |
|           | Competição                              | Títulos   | Temporadas       |
|           | Campeonato Paulista M21                 | 1         | 2022             |
|           | Campeonato Paulista M19                 | 3         | 2015, 2023, 2024 |
|           | Campeonato Paulista M17                 | 2         | 2017, 2018       |
|           | Campeonato Paulista M16                 | 3         | 2012, 2019, 2022 |
|           | Campeonato Paulista M15                 | 1         | 2018             |
|           | Campeonato Paulista M14                 | 2         | 2019, 2023       |
|           | Campeonato Paulista de 7's M18          | 1         | 2023             |
|           | Campeonato Paulista de 7's M17          | 2         | 2017, 2024       |
|           | Campeonato Paulista de 7's M16          | 1         | 2023             |
|           | Campeonato Paulista de 7's M15          | 2         | 2017, 2018       |
|           | Circuito Paulista Juvenil de XV - Geral | 1         | 2019             |

### Categorias de base - Feminino
| NACIONAIS | NACIONAIS                         | NACIONAIS | NACIONAIS  |
|           | Competição                        | Títulos   | Temporadas |
| --------- | --------------------------------- | --------- | ---------- |
|           | Super Sevens M19                  | 1         | 2023       |
|           | Copa do Brasil M18                | 1         | 2025       |
| ESTADUAIS |                                   |           |            |
|           | Competição                        | Títulos   | Temporadas |
|           | Campeonato Paulista de XV M19     | 1         | 2025       |
|           | Copa São Paulo M19                | 1         | 2017       |
|           | Campeonato Paulista de Sevens M16 | 2         | 2018, 2019 |
|           | Campeonato Paulista de Sevens M19 | 1         | 2019       |
|           | Campeonato Paulista de Sevens M15 | 1         | 2024       |

## Prêmios e indicações

### "Troféu BrasilRugby"
O Jacareí Rugby recebeu indicações para o prêmio Troféu Brasil Rugby, criado pela Confederação Brasileira de Rugby, em todas as edições realizadas. Ao longo de 9 anos, foram 27 indicações em que o clube foi vitorioso por 10 vezes. A categoria em que Jacareí teve mais indicações é a de Melhor Atleta Juvenil Masculino com 10 nomeações, erguendo o troféu em 4 oportunidades. No ano de 2016, os jacarés conseguiram a façanha de indicar os três finalistas pra essa categoria.
O treinador Júlio Faria é o maior recordista de prêmios do Jacareí com três troféus em cinco indicações para os prêmios de técnicos de rúgbi. Júlio venceu por duas vezes como Melhor Treinador de Rugby 7's e ganhou uma vez como Melhor Treinador de Rugby XV. 
O Jacareí Rugby também concorreu por três vezes em prêmios coletivos e venceu dois deles: Clube Revelação, em 2013, e Clube Fair Play Masculino, em 2017.
| Ano  | Categoria                               | Atleta              | Resultado |
| ---- | --------------------------------------- | ------------------- | --------- |
| 2010 | Atleta Revelação Juvenil Masculino      | Rogério Fernandes   | Indicado  |
| 2011 | Melhor Atleta Juvenil Masculino         | Rogério Fernandes   | Indicado  |
| 2011 | Atleta Revelação Juvenil Masculino      | Maurício Costa      | Indicado  |
| 2012 | Melhor Atleta Juvenil Masculino         | Lucas Drudi         | Indicado  |
| 2012 | Atleta Revelação Masculino de Rugby XV  | Matheus Daniel      | Indicado  |
| 2013 | Atleta Revelação Masculino de Rugby 7's | Lucas Drudi         | Venceu    |
| 2013 | Melhor Atleta Juvenil Masculino         | Matheus Cruz        | Venceu    |
| 2013 | Clube Revelação                         | Jacareí Rugby       | Venceu    |
| 2014 | Melhor Atleta Masculino de Rugby XV     | Matheus Daniel      | Indicado  |
| 2015 | Melhor Atleta Juvenil Masculino         | Matheus Cruz        | Venceu    |
| 2015 | Melhor Atleta Juvenil Masculino         | Leonardo Ceccarelli | Indicado  |
| 2016 | Melhor Atleta Juvenil Masculino         | Matheus Augusto     | Venceu    |
| 2016 | Melhor Atleta Juvenil Masculino         | Matheus Rocha       | Indicado  |
| 2016 | Melhor Atleta Juvenil Masculino         | Ariel Rodrigues     | Indicado  |
| 2016 | Melhor Treinador de Rugby 7's           | Júlio Faria         | Venceu    |
| 2016 | Melhor Treinador de Rugby XV            | Júlio Faria         | Indicado  |
| 2016 | Clube Fair Play Masculino               | Jacareí Rugby       | Indicado  |
| 2016 | Atleta Revelação Masculino de Rugby XV  | Matheus Cruz        | Indicado  |
| 2017 | Melhor Atleta Juvenil Masculino         | Ariel Rodrigues     | Venceu    |
| 2017 | Melhor Atleta Juvenil Masculino         | Matheus Augusto     | Indicado  |
| 2017 | Melhor Treinador de Rugby 7's           | Júlio Faria         | Venceu    |
| 2017 | Melhor Treinador de Rugby XV            | Júlio Faria         | Venceu    |
| 2017 | Clube Fair Play Masculino               | Jacareí Rugby       | Venceu    |
| 2017 | Melhor Atleta Masculino de Rugby 7's    | Ariel Rodrigues     | Indicado  |
| 2017 | Melhor Atleta Masculino de Rugby XV     | Ariel Rodrigues     | Indicado  |
| 2018 | Melhor Treinador de Rugby 7's           | Júlio Faria         | Indicado  |
| 2018 | Melhor Atleta Juvenil Feminino          | Arielly Medeiros    | Indicado  |

## Estatísticas
|  | Participações em 2025 |

| Competição | Competição            | Temporadas | Melhor campanha                   | Anos                              | A | R |
| São Paulo  | Paulista Série A      | 10         | Vice-campeão (2017 e 2023)        | 2014 - 2019 e 2022 - atual        |   | – |
| São Paulo  | Paulista Série B      | 1          | Campeão (2013)                    | 2013                              | 1 | – |
| São Paulo  | Paulista 7's          | 7          | Campeão (2015)                    | 2012-2016 e 2023 - atual          |   |   |
| São Paulo  | Copa Paulista XV      | 2          | Campeão (2024)                    | 2024 - atual                      |   |   |
| São Paulo  | Copa Paulista 7's     | 2          | Campeão (2024)                    | 2024 - atual                      |   |   |
| Brasil     | Campeonato Brasileiro | 9          | Campeão (2017 e 2024)             | 2015 e 2017 - 2020 e 2022 - atual |   | 1 |
| Brasil     | Brasileiro Série B    | 2          | Campeão (2014 e 2016)             | 2014 e 2016                       | 2 | – |
| Brasil     | Brasileiro 7's        | 13         | Campeão (2017, 2018, 2019 e 2022) | 2012 - 2019 e 2021 - atual        |   |   |

### Jogadores que mais vestiram a camisa do clube
Atualização: 12 de outubro de 2019
| #   | Jogador               | Período   | Jogos |
| --- | --------------------- | --------- | ----- |
| 1º  | Luiz Gustavo Andreoti | 2013—2019 | 108   |
| 2º  | Lucas Drudi           | 2013—2019 | 79    |
| 3º  | Luan Almeida          | 2013—2018 | 78    |
| 4º  | Rafael Goes           | 2015—2019 | 72    |
| 5º  | Felipe Conceição      | 2015—2019 | 72    |
| 6º  | Antonio Warlen Júnior | 2015—2019 | 70    |
| 7º  | Augusto Cambuzano     | 2013—2018 | 70    |
| 8º  | Júlio Faria           | 2013—2018 | 66    |
| 9º  | Jhonatan Dias         | 2014—2019 | 62    |
| 10º | Matheus Daniel        | 2013—2018 | 60    |

### Jogadores com mais pontos marcados
Atualização: 26 de maio de 2019
| #   | Jogador               | Período               | Pontos |
| --- | --------------------- | --------------------- | ------ |
| 1º  | Leonardo Ceccarelli   | 2016—2019             | 350    |
| 2º  | Helder Garcia         | 2014—2018             | 313    |
| 3º  | Lucas Drudi           | 2013—2019             | 309    |
| 4º  | Matheus Cruz          | 2015—2019             | 233    |
| 5º  | Bruno Garcia          | 2013—2019             | 194    |
| 6º  | Matheus Daniel        | 2013—2018             | 174    |
| 7º  | Luiz Gustavo Andreoti | 2013—2019             | 150    |
| 8º  | Luan Almeida          | 2013—2018             | 130    |
| 9º  | Tom Redfern           | 2014                  | 130    |
| 10º | Eduardo Garcia        | 2013—2016 e 2018-2019 | 88     |

### Jogadores com mais tries marcados
Atualização: 26 de maio de 2019
| #   | Jogador               | Período               | Tries |
| --- | --------------------- | --------------------- | ----- |
| 1º  | Lucas Drudi           | 2013—2019             | 43    |
| 2º  | Matheus Daniel        | 2013—2018             | 33    |
| 3º  | Luiz Gustavo Andreoti | 2013—2019             | 30    |
| 4º  | Luan Almeida          | 2013—2018             | 26    |
| 5º  | Matheus Cruz          | 2015—2019             | 19    |
| 6º  | Bruno Garcia          | 2013—2019             | 16    |
| 7º  | Alexandre Alves       | 2013 e 2015—2018      | 16    |
| 8º  | Rafael Goes           | 2015—2019             | 15    |
| 9º  | Augusto Cambuzano     | 2013—2018             | 14    |
| 10º | Júlio Faria           | 2013—2018             | 14    |
| 11º | Helder Garcia         | 2014—2018             | 14    |
| 12º | Eduardo Garcia        | 2013—2016 e 2018-2019 | 14    |

### Outros Recordes Individuais dos jogadores
- Mais pontos na carreira: 420 (Leonardo Ceccarelli)
- Mais pontos em uma temporada: 179 (Leonardo Ceccarelli, 2019)
- Mais pontos em uma única partida: 42 (Lucas Drudi, vs Guanabara, 2018)
- Mais tries na carreira: 53 (Lucas Drudi)
- Mais tries em uma temporada: 14 (Lucas Drudi, 2019)
- Mais tries em uma única partida: 4 (Lucas Drudi, v Guabanara, 2018 / 4, Eduardo Garcia, v Guanabara, 2018/ 4, Lucas  Drudi, v Band Saracens, 2019)
- Mais conversões na carreira: 92 (Leonardo Ceccarelli)
- Mais conversões em uma temporada: 42 (Leonardo Ceccarelli, 2019)
- Mais conversões em uma única partida: 11 (Lucas Drudi, v Guanabara, 2018 / 11, Leonardo Ceccarelli, v Templários, 2019)
- Mais penais convertidos na carreira: 62 (Leonardo Ceccarelli)
- Mais penais convertidos em uma temporada:  25 (Leonardo Ceccarelli, 2019)
- Mais penais convertidos em uma única partida: 4 (Leonardo Ceccarelli, v São José, 2019)
- Mais drop-goals na carreira: 4 (Tom Redfern)
- Mais drop-goals em uma temporada: 4 (Tom Redfern, 2014)
- Mais drop-goals em uma única partida: 2 (Tom Redfern)

### recordes da equipe
- Melhor posição na temporada regular: 1º (2017)
- Mais vitórias em uma temporada: 14 (2017)
- Mais pontos em uma temporada: 780 (2018)
- Mais tries em uma temporada: 114 (2018)
- Menos vitórias em uma temporada: 4 (2015)
- Menos pontos em uma temporada: 330 (2015)
- Menos tries em uma temporada: 35 (2015)
- Maior vitória: 125-10 (115 pontos de diferença contra o Guabanara, 2018)
- Maior derrota: 83–3 (80 pontos de diferença contra o Curitiba, 2015)
- Mais pontos em uma partida: 125 (2018 vs. Guabanara)
- Menos pontos marcados em uma partida: 3 (2008 vs. Raça Rugby Ribeirão - 2014 vs. São José Rugby - 2015 vs. Curitiba Rugby - 2015 vs. SPAC - 2016 vs. São José Rugby - 2019 vs. Poli Rugby )
- Maior sequência de vitórias: 10 (11-05-2013 vs. Tornados – 5-10-2013 vs. URA)
- Maior sequência de invencibilidade: 10 (2013 vs. Tornados – 2013 vs. URA)
- Maior sequência de vitórias em casa: 9 (20-05-2017 vs. Poli Rugby – 10-03-2018 vs. Rio Branco)